# Historia Tartarorum
Historia Tartarorum (slovensko Zgodovina Tatarov) je zapis ustne pripovedi Benedikta Poljaka o njegovem potovanju na dvor mongolskega kana Gujuka, ki ga je pripravil njegov spremljevalec, frančiškan C. de Bridia, po naročilu patra Boguslava, predstojnika frančiškanskega reda na Češkem in Poljskem. Rokopis je bil dokončan 30. julija 1247.

## Odkritje
Do sredine 20. stoletja je bila edina znana pripoved o potovanju Benedikta Poljaka Historia Mongolorum (Zgodovina Mongolov), objavljena leta 1839 v De Itinerarium Fratrum Minorum ad Tataros (O potovanju malih bratov k Tatarom).
Leta 1957 je antikvar iz New Havena v Evropi kupil prej neznano poročilo Historia Tartarorum in ga odnesel v ZDA, kjer so ga leta 1965 objavili znanstveniki z Univerze Yale.

## Vsebina
Historia Tartarorum vsebuje veliko podatkov  o Mongolih in njihovih osvajanjih, ki jih Evropa dotlej ni poznala. Poročilo opisuje Džingiskanova osvajanja od združitve mongolskih plemen do njegove smrti med ekspedicijo v državo Xixia. Vsebuje tudi opis vojn z državo Jin, znano kot Zlati imperij, in državo Songov. Slednje poročilo je nenatančno in nekronološko. Opisani so tudi mongolski pohodi na Poljsko in Ogrsko, vključno z bitko pri Legnici. Zgodovina Tatarov vsebuje veliko podatkov o načinu življenja Mongolov, njihovem videzu in običajih ter številne fantazijske mongolske in kitajske zgodbe, ki so takrat veljale za verodostojne. Takšna je na primer pripoved o Deželi psov nekje daleč na severu.

## Vir
- Edward Kajdański. Długi cień wielkiego muru. Jak Polacy odkrywali Chiny. Varšava: Oficyna Naukowa, 2005. ISBN 83-88164-88-0.